# فرانسوا بوندي
فرانسوا بوندي (و. 1915 – 2003 م) هو صحفي، ومترجم، وناقد أدبي، وكاتب سويسري، ولد في برلين، توفي في زيورخ، عن عمر يناهز 88 عاماً.

## جوائز
حصل على جوائز منها:
- جائزة إرنست روبرت كورتيوس  [لغات أخرى]‏ (1988)
- جائزة يوهان هاينريش ميرك [الإنجليزية]‏ (1977)

## وصلات خارجية
- فرانسوا بوندي على موقع IMDb (الإنجليزية)
- فرانسوا بوندي على موقع مونزينجر (الألمانية)

- فرانسوا بوندي في قاعدة بيانات الأفلام على الإنترنت